# Accidente de helicóptero de Minugua de 1998
El 17 de marzo de 1998, un helicóptero Bell 212 de la Misión de las Naciones Unidas en Guatemala (MINUGUA) se estrelló en la Sierra de los Cuchumatanes. El siniestro causó la muerte de 7 de las 9 personas a bordo, incluyendo el piloto.
En la mañana del 17 de marzo de 1998, el helicóptero despegó del Aeropuerto La Aurora en la Ciudad de Guatemala con 2 escalas previstas:  la primera en el aeropuerto de Huehuetenango para tomar a bordo el personal de la oficina regional de MINUGUA en una misión de verificación, y la segunda en la aldea Pajuil País, ubicada  en la Sierra de los Cuchumatanes, aproximadamente a 9 km al norte de la cabecera municipal de Aguacatán, Huehuetenango. 
Al acercarse al lugar de aterrizaje de la segunda escala, situada en una línea de cresta de montaña a una altitud de 2670 metros (8760 pies), el piloto intentó un sobrepaso al último momento antes de estrellarse en una zona boscosa justo debajo de la cresta.
El helicóptero, equipado con dos tanques de combustible auxiliares montados en el interior, se incendió inmediatamente después del impacto. Cinco pasajeros murieron en el sitio del accidente.
El piloto y tres pasajeros fueron hospitalizados gravemente heridos. Dos de ellos fallecieron posteriormente como consecuencia de las quemaduras y otras lesiones sufridas en el accidente.

Al momento del accidente el tiempo era despejado con un ligero viento del norte. La altitud de densidad se calculó posteriormente en 10.300 pies. El enfoque de la investigación estaba en el viento como posible causa del accidente, posiblemente cizalladuras del viento. Testigos del accidente indicaron que el helicóptero estaba casi en vuelo estacionario cuando se acercaba a la cresta.